# Megacyllene
Genre
Megacyllene est un genre de Coléoptères de la famille des Cerambycidae, contenant une soixantaine d'espèces, toutes réparties sur les Amériques uniquement.

## Systématique
Ce genre est décrit en 1912 sous le nom scientifique Megacyllene, par l'entomologiste américain Thomas Lincoln Casey.
Megacyllene a pour synonymes selon GBIF (26 octobre 2021) :
- Cyllene Newman, 1840
- Sierracyllene Tippmann, 1960

## Liste des sous-genres
Selon BioLib (26 octobre 2021) :
- Megacyllene Casey, 1912
- Sierracyllene Tippmann, 1960

## Liste des espèces
Selon GBIF (26 octobre 2021) :
- Megacyllene abnormis (Aurivillius, 1920)
- Megacyllene acuta (Germar, 1821)
- Megacyllene anacantha (Chevrolat, 1862)
- Megacyllene andesiana (Casey, 1912)
- Megacyllene angulata (Fabricius, 1775)

- Megacyllene angulifera (Casey, 1912)
- Megacyllene antennata (White, 1855)

- Megacyllene asteca Chevrolat, 1860
- Megacyllene bella Zubarán & Di Iorio, 2017
- Megacyllene bonplandi (Gounelle, 1911)
- Megacyllene boryi (Castelnau & Gory, 1841)
- Megacyllene caryae (Gahan, 1908)
- Megacyllene castanea (Castelnau & Gory, 1841)
- Megacyllene castroi (Prosen, 1947)
- Megacyllene chalybeata (White, 1855)
- Megacyllene cleroides (Melzer, 1931)
- Megacyllene congener (Castelnau & Gory, 1841)
- Megacyllene costaricensis (Thomson, 1861)
- Megacyllene decora (Olivier, 1795)

- Megacyllene designata (Chevrolat, 1862)
- Megacyllene ebenina Monné & Napp, 2004
- Megacyllene ellifranziana (Fuchs, 1961)
- Megacyllene falsa (Chevrolat, 1862)
- Megacyllene florissantensis (Wickham, 1914)
- Megacyllene gaucha Martins & Galileo, 2011
- Megacyllene giesberti Botero, Santos-Silva & Wappes.The, 2019
- Megacyllene globosa Carelli-Aragão & Monné, 2011
- Megacyllene guarani Carelli-Aragão & Monné, 2011
- Megacyllene hoffmanni (Castelnau & Gory, 1841)
- Megacyllene horioni Tippmann, 1960
- Megacyllene insignita (Perroud, 1855)
- Megacyllene lanei (Tippmann, 1953)
- Megacyllene latreillei (Castelnau & Gory, 1841)
- Megacyllene lutosa (LeConte, 1861)
- Megacyllene magna Di Iorio, 1998
- Megacyllene melanaspis (Chevrolat, 1862)
- Megacyllene mellyi (Chevrolat, 1862)
- Megacyllene multiguttata (Burmeister, 1865)
- Megacyllene murina (Burmeister, 1879)
- Megacyllene neblinosa Di Iorio, 1995
- Megacyllene nevermanni Martins & Galileo, 2008
- Megacyllene panamensis (Bates, 1885)
- Megacyllene powersi Linsley & Chemsak, 1963
- Megacyllene proxima (Castelnau & Gory, 1841)
- Megacyllene punensis Martins & Galileo, 2008
- Megacyllene quinquefasciata (Melzer, 1931)
- Megacyllene robiniae (Forster, 1771)

- Megacyllene robusta Linsley & Chemsak, 1963
- Megacyllene rotundicollis Zajciw, 1963
- Megacyllene rufofemorata Di Iorio, 1997
- Megacyllene sahlbergi (Aurivillius, 1913)
- Megacyllene snowi (Casey, 1912)
- Megacyllene spinifera (Newman, 1840)
- Megacyllene spixi (Castelnau & Gory, 1841)
- Megacyllene tafivallensis Di Iorio, 1998
- Megacyllene trifasciata Viana, 1994
- Megacyllene unicolor Fuchs, 1955
- Megacyllene unicoloricollis (Fuchs, 1961)